# Brewster's Millions (1985)
Brewster's Millions (prt: Milionário à Força; bra: Chuva de Milhões) é um filme de comédia norte-americano de 1985 estrelado por Richard Pryor e dirigido por Walter Hill. O roteiro de Herschel Weingrod e Timothy Harris foi baseado no romance homônimo de 1902, de George Barr McCutcheon. É o sétimo filme baseado na história.

## Sinopse
O jogador de beisebol de uma pequena liga, Montgomery Brewster (Richard Pryor), tem que perder US$ 30 milhões em 30 dias para herdar US$ 300 milhões. Entretanto, ele não tem permissão para contar a ninguém sobre o acordo da herança, nem pode simplesmente destruir bens.